# 无盖轴脉蕨
无盖轴脉蕨（学名：Ctenitopsis subsageniacea），为叉蕨科轴脉蕨属下的一个植物种。